# Dave Hunt
David Charles Haddon Hunt (ur. 30 września 1926 w Riverside, zm. 5 kwietnia 2013 w Bend) – amerykański kaznodzieja i apologeta chrześcijański związany z ruchem Braci plymuckich, komentator radiowy, autor licznych książek. W swojej teologii reprezentował dyspensacjonalizm.

## Życiorys
Dave Hunt urodził się w 1926 roku i był jednym z trzech dzieci Lillian i Alberta Huntów. Jako młody człowiek spędził również czas w wojsku pod koniec II wojny światowej.
Był absolwentem Wydziału Matematyki Uniwersytetu Kalifornijskiego w Los Angeles. Od 24 czerwca 1950 r. aż do śmierci Dave Hunt był żonaty ze swoją ukochaną z college'u, Ruth Klaussen (1926–2013), z którą razem wychował czworo dzieci: Davida Jr., Janna, Karen i Jona.
Pracował jako certyfikowany księgowy przed rozpoczęciem pełnoczasowej służby w The Berean Call w 1973 roku.

## Poglądy
Dave Hunt uważał, że wpływy pogańskie i okultystyczne są wszechobecne we współczesnej kulturze — obejmuje ono ewolucję, a także wszystkie formy psychologii, niektóre formy rozrywki, jogę, medytację transcendentalną oraz niektóre formy medycyny (w szczególności medycynę niekonwencjonalną). Jego książka pt. Occult Invasion została poświęcona tym kwestiom.

### Kreacjonizm
Dave Hunt był kreacjonistą młodej Ziemi i gorącym przeciwnikiem teorii ewolucji, sprzeciwiał się również teistycznemu ewolucjonizmowi. Ten temat był często dyskutowany podczas prowadzonej przez niego audycji radiowej pt. Search the Scriptures Daily and According to God's Word.

### Kalwinizm
Dave Hunt był krytycznie nastawiony do kalwinizmu, swój stosunek do tego systemu teologicznego Hunt opisał w książce pt. What Love Is This?: Calvinism's Misrepresentation of God, opublikowanej w 2002 roku (zrewidowanej w 2004 i 2006).
Starał się obalić błędny w jego przekonaniu system teologiczny kalwinizmu nie przyjmując przy tym postawy arminiańskiej, nakreślając tym samym "drogę środka" pomiędzy kalwinizmem i arminianizmem, w której można było wierzyć w nieutracalność zbawienia odrzucając przy tym resztę kalwinistycznej nauki o zbawieniu. W 2004 roku opublikowana została w formie książki debata na temat kalwinizmu z udziałem Dave Hunta i kalwińskiego apologety Jamesa White'a pt. Debating Calvinism: Five Points, Two Views.

### Katolicyzm
Dave Hunt uważał Kościół Katolicki za Nierządnicę z Babilonu z 17 i 18 rozdziałów Apokalipsy św. Jana. Napisał też książkę pt. A Woman Rides the Beast: The Roman Catholic Church and the Last Days.

### Mormonizm
Hunt był współautorem książki pt. The God Makers oraz towarzyszącego jej filmu o takim samym tytule. W obu tych dziełach wyeksponowano wierzenia Kościoła Jezusa Chrystusa Świętych w Dniach Ostatnich. Ksiązka i film zostały skrytykowane za niedokładne przedstawienie tejże religii zarówno przez Kościół Mormonów, jak i nie-mormońskie grupy sceptycznie nastawione do mormonizmu.

### Inne
W 1973 roku Dave Hunt napisał scenariusz do chrześcijańskiego filmu pt. Time to Run, wyprodukowanego dla Billy Graham Evangelistic Association (Hunt później skrytykował posługę Billy’ego Grahama za otwarty ekumenizm).